# 裕記食品

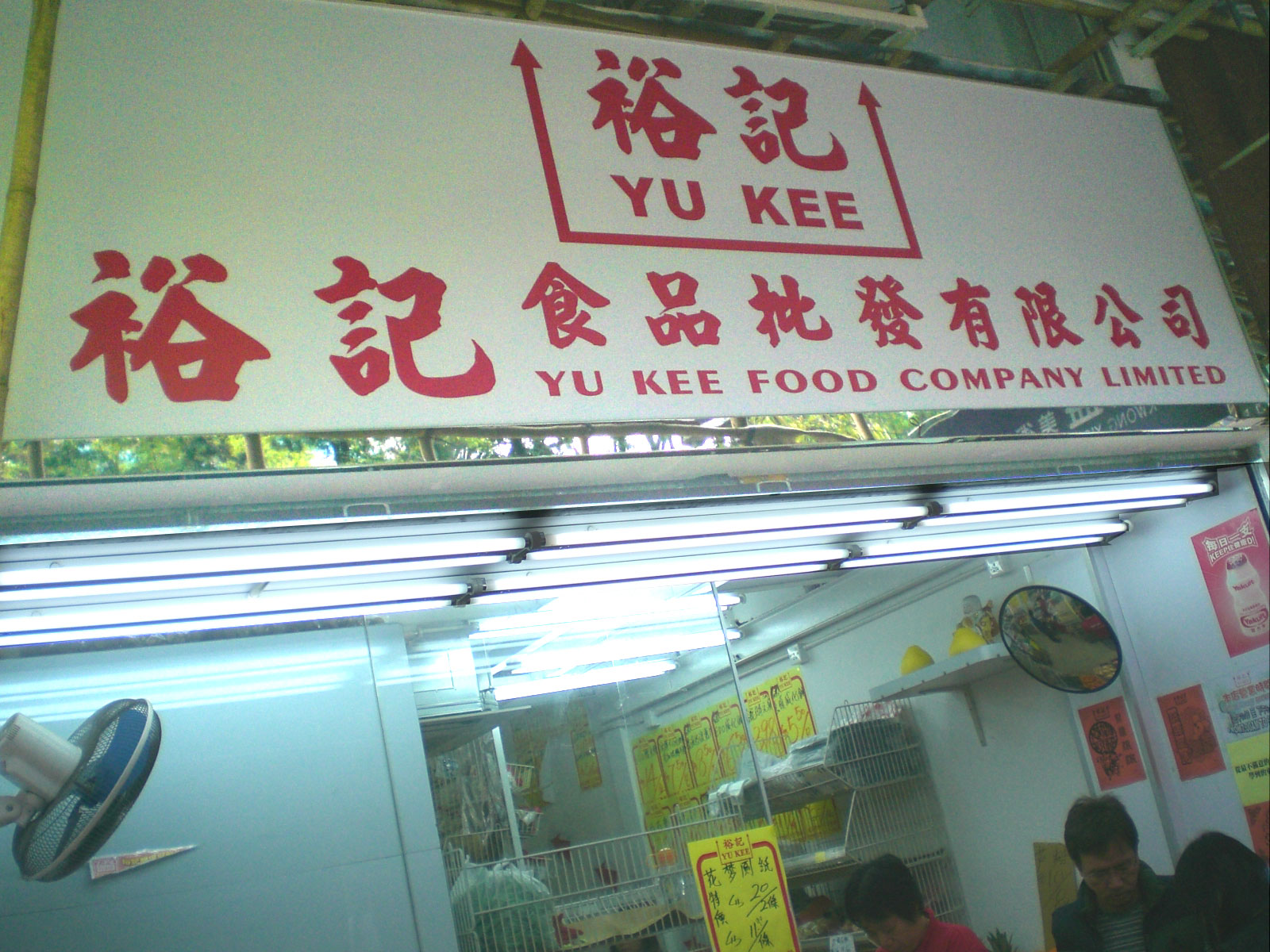
裕記食品旺角洗衣街分店

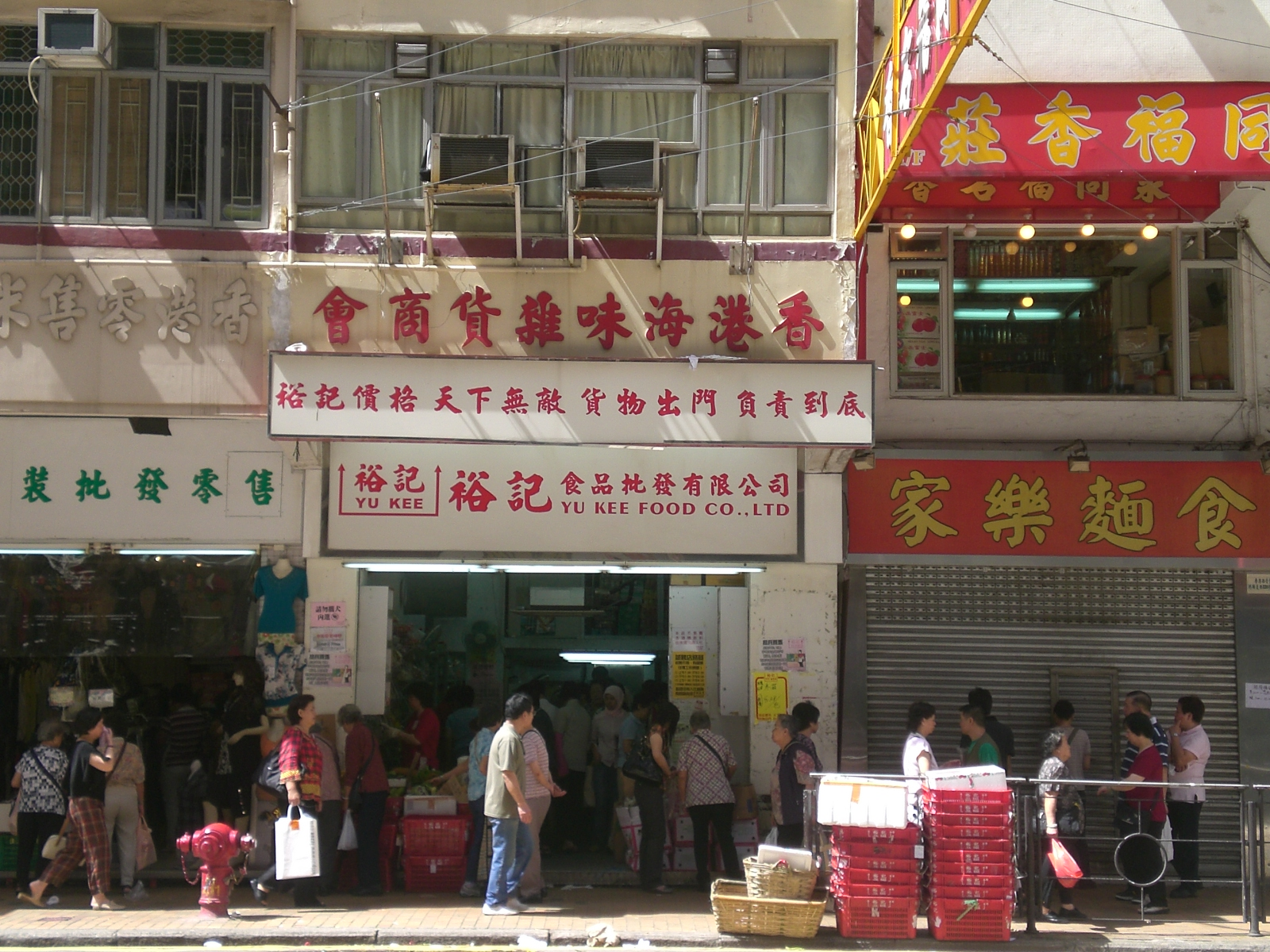
西環德輔道西裕記

裕記食品批發有限公司（英語：YU KEE Food Company Limited），簡稱裕記，商業登記號碼：20883313，是香港一家連鎖式食品專門店，以售賣廉價貨為主，兼營批發及零售生意。裕記集團旗下除了裕記食品批發外，也包括裕記貿易、品記服務、小魚兒有限公司、喜相逢飲食集團有限公司、裕記超級廣場有限公司及莊口（香港）有限公司。在薄利多銷下，裕記2005年的營業額高達5.8億元。

2010年，裕記在香港有72間分店。員工總數805名，隨後在2011年結業。

## 歷史
裕記成立於1990年5月20日，本來只是一間小型士多。憑著「裕記價格，天下無敵」的口號，裕記專攻低價格的市場，結果取得成功，尤其當1997年亞洲金融風暴之後香港長達8年的通縮時期，裕記的廉價貨品受市場歡迎，使其分店數目得以不斷擴充。
2002年初，裕記在中國深圳特區設立聯絡辦事處。
2007年尾，裕記購入一部16噸冷凍貨車。
2010年11月27日，裕記遭代理康師傅冰紅茶等飲品的葵康（香港）有限公司入稟呈請清盤。葵康指裕記拖欠貨款，決定訴諸法律。案件已排期至2011年2月2日聆訊。
2011年8月19日香港高等法院委任貝德富理（Briscoe Wong Ferrier）總裁貝思高及董事陳佩詩為「裕記」臨時清盤人，作為擁有31間分店的裕記食品臨時清盤人，繼續經營裕記。臨時清盤人估計，裕記的總債項超過1億5000萬元，涉及100名債權人，裕記現時有240名員工。
2011年8月29日屹立21年、全盛近百分店的平價糧油食品連鎖店「裕記」清盤，宣告香港連鎖超市又一神話的破滅。老闆余木城只有小學程度，1989年變賣的士，以50,000元買貨車做「走鬼檔」起家，翌年和只有中學程度的太太韓麗芳成立「裕記」賣水果，用下班時分清貨大平賣招徠大批家庭主婦顧客。眼見絕招使得，不斷增加蔬菜、雜貨，大做批發生意，取價平過超市。不需10年，分店開遍港九新界，最高一年營業額高達6億元，員工近千，創造商界傳奇。

## 原有分店
裕記食品的原有分店多數開設於香港街市區內，顧客對象為平民百姓，例如 :
- 香港仔香港仔舊大街
- 鰂魚涌芬尼街
- 筲箕灣筲箕灣道
- 小西灣道富欣花園
- 柴灣道樂軒臺
- 皇后大道西近石塘咀市政大廈
- 中環結志街近鴨巴甸街
- 上環蘇杭街近上環市政大廈
- 西灣河新成街
- 香港仔石排灣道
- 西環德輔道西近正街
- 灣仔活道近灣仔道
- 柴灣道華泰大廈近環翠里
- 灣仔道近天樂里
- 北角渣華道
- 九龍灣麗晶花園
- 觀塘崇仁街
- 翠屏北商場 ( 現時日本城舖位 )
- 屯門雅都花園
- 黃大仙鳳凰新村鳳德道
- 慈雲山毓華街
- 深水埗北河街
- 大埔翠和里
- 天水圍天華邨服務設施大樓地下